# Acquanegra (torrente)
Il torrente Acquanegra, chiamato anche Acqua Nera, nasce a 266 m s.l.m. ed è l'unico emissario del lago di Monate.
Sfocia nel Lago Maggiore in località Lavorascio (Ispra) dopo aver attraversato i comuni di Travedona-Monate, Biandronno, Bardello con Malgesso e Bregano, Brebbia e Ispra. In passato le sue acque alimentavano diversi mulini, in particolare nel comune di Travedona-Monate.
Nel comune di Ispra è presente una via che porta il nome del torrente.

## Il suo corso
Il torrente nasce intombato nel tratto di costa del lago dove si affaccia Travedona Monate. Dopo aver attraversato, sempre intombato, il paese, fungendo da confine naturale tra gli abitati di Travedona e di Monate sino alla sua deviazione verso il centro di Travedona, torna all'aperto alla periferia orientale del territorio travedonese e scorre quindi nell'alta pianura alluvionale attraversando un territorio piuttosto antropizzato e coperto in prevalenza da boschi radi di latifoglie. L'alveo ampio e basso ha un substrato di fondo costituito prevalentemente da sabbia e fango, e si presenta con andamento a meandri, dovuti alla minima pendenza e turbolenza delle acque, che favorisce la formazione di notevoli depositi di detrito organico fine e grossolano.

## Fauna
Il popolamento ittico del corso d'acqua, non è particolarmente ricco e mostra la predominanza di specie resistenti quali il cavedano e il gobione. La trota fario è presente e rappresentata da individui adulti, frutto dei vari ripopolamenti ittici effettuati nell'ambito della gestione ittica. Di un certo rilievo è la presenza della lampreda padana, specie protetta e in diminuzione nel suo areale. È ancora possibile trovare il vairone, specie autoctona molto rara nelle altre acque lombarde